# Kundziņsala
Kundziņsala es un barrio de la ciudad de Riga, Letonia.

## Superficie
Posee una superficie de 5,554 kilómetros cuadrados (555,4 hectáreas).

## Población
Hasta 2021 presentaba una población de 361 habitantes, con una densidad de población de 64,998 habitantes por kilómetro cuadrado.

## Transporte

### Rutas
- Trolebús: 3.[1]